# 바이오에너지
바이오에너지(영어: bioenergy)는 바이오매스를 연료로 하여 얻어지는 에너지로, 생물자원의 물질로 사용가능하도록 만들어진 대체에너지다. 에너지원으로 이용되는 바이오매스는 햇빛을 화학 에너지의 형태로 저장한 유기물이며 이는 나무, 나무찌꺼기, 짚, 거름, 사탕수수 등과 그 외의 다양한 농업의 과정에서 나온 부산물을 연료로 사용한다. 2010년까지는 세계적으로 바이오에너지로 35GW에 해당하는 전기를 생산할 수 있는 능력이 있었고, 미국에는 7GW의 생산능력이 있었다.
바이오에너지는 좁은 의미로 생물자원에서 오는 바이오연료와 동의어 관계이다. 넓은 의미로는 바이오매스, 바이오연료로 사용되는 생물학적 물질뿐만 아니라 생물자원을 에너지로 사용하는 것과 관련된 사회적, 경제적, 과학적, 기술적 분야도 포함한다. 바이오에너지는 바이오매스를 직접 또는 물리적, 생화학적 변환과정을 거쳐 가스, 액체, 고체연료나 전기, 열에너지 형태로 이용하는 생물, 화학, 연소공학 등의 기술을 말한다.
미국이 주도하는 북아메리카의 국가는 2014년을 기준으로 바이오연료가 총 연료 생산량의 44.1%를 차지하는 주요 바이오연료 생산국이다. 미국의 "Renewable Fuels Standard program"은 2022년까지 360억 갤런에 해당하는 재생연료의 약 56.9%가 농업 잔여물로 만들어지고 약 44.5%가 셀룰로오스를 바이오연료로 사용하여 만들어질 것이라고 예측한다. 총 연료 생산량의 나머지는 브라질을 포함하는 남아메리카와 중앙아메리카(28.7%), 네덜란드를 포함하는 유럽과 유라시아(16.5%), 중국을 포함하는 태평양 아시아 국가들(10.6%)에 속한다.

## 고체 바이오매스
바이오매스 연료의 이점 중 하나는 그것이 농사, 축산, 벌목 등의 과정의 부산물, 잔여물, 폐기물이라는 점이다. 이론적으로 이는 항상 그런 것은 아니지만 연료와 식량생산(식량생산에 남는 부산물이 바로 바이오매스) 사이에 경쟁이 없다는 것을 의미한다. 현존하는 바이오매스 산업과 관련 변형 기술은 에너지 공급 원료로서의 바이오매스 개발 적합성을 평가할 때 고려되어야 한다.
바이오매스는 동식물과 그 부산물을 포함한 유기물로부터 추출되는 물질이다. 거름, 정원 폐기물, 작물 잔해 등이 바이오매스의 원료이다. 이는 석유, 석탄. 핵연료 등의 다른 천연 자원과는 달리 탄소 순환에 기초한 재생가능 에너지 자원이다. 다른 원료로는 대부분 큰 규모의 동물 축사에서 생산되는 끊임없고 피할 수 없는 오염원인 동물 폐기물이 있다.
바이오연료 생산에 특화되어 재배되는 농작물도 있다. 미국에서는 옥수수·콩·버드나무·수수 등이 쓰이고 유럽에서는 유채·밀·사탕무·버드나무 등이 쓰이며 브라질에서는 사탕수수, 동남아시아에서는 팜유·억새, 중국은 수수·카사바, 인도는 자트로파를 쓰고 있다. 삼 또한 바이오연료로서 활용할 수 있다는 것이 증명되었다. 공업과 농업, 산림, 가정으로부터 나온 생분해성의 산출물도 바이오연료 생산에 쓰일 수 있다. 생분해성 찌꺼기로는 짚·목재·거름·쌀껍질·하수·음식물쓰레기 등을 예로 들 수 있다. 바이오매스 자체로는 쓰레기 관리나 기후 변화 등에 해결책이 될 수 없지만 바이오매스 연료의 사용은 연료 안전성뿐만 아니라 기후 변화를 예방하거나 늦추고 쓰레기 관리에 도움이 된다.
바이오매스는 메테인 가스나 에탄올과 바이오디젤 같은 수송 연료 같은 다른 에너지의 형태로 전환될 수 있다. 썩은 쓰레기, 농업 폐기물 같은 메테인 가스를 뿜어내는 모든 것들은 “쓰레기 매립지 가스” 또는 “바이오가스” 등으로 불린다. 옥수수나 사탕수수 같은 작물들은 에탄올 등의 수송 연료를 생산하기 위해 발효될 수 있다. 또다른 수송연료인 바이오디젤은 식물성 기름이나 동물 지방 같은 남는 식량들을 이용하여 생산될 수 있다. 또한 BTL(Biomass to Liquids) 과 셀룰로오스 에탄올 등은 연구진행 중이다.

## 하수 바이오매스
개발 도상국을 목표로한 새로운 바이오 에너지 하수 처리 과정이 이제 시작되었다; 옴니 프로세서는 폐수 고형물을 연료로 사용하여 하수 폐수를 음용수 및 전기 에너지로 전환시키는 자체 유지 과정이다.

## 바이오매스를 이용한 전기 발전
전기 생산에 사용되는 바이오매스는 지역별로 다양하다. 목재 잔여물과 같은 산림 부산물은 미국에서 인기있다. 농산폐기물은 모리셔스(사탕수수 잔여물)와 동남아시아(왕겨)에서 흔하다. 가금류의 잠자리짚과 같은 축산업 잔여물은 영국에서 인기가 많다.

### 브라질에서의 사탕수수 찌꺼기를 이용한 전기
자당은 성숙한 식물에 저장된 화학 에너지의 30% 이상을 차지하지 않는다; 35%는 수확기 동안 들판에 남아있는 잎과 줄기 끝 부분에 있으며, 35%는 누르는 것으로부터 남겨진 섬유재(껍질)에 있다.
브라질에서 설탕과 에탄올 생산과정은 사탕수수에 저장된 에너지를 최대한 이용한다. 껍질의 일부는 현재 공장에서 연소되어 기계를 작동시키기 위해 증류 및 전기를 위한 열을 공급한다. 이것은 에탄올 공장이 에너지적으로 자급자족 할 수 있게 하고 심지어 잉여 전기를 전력 사업자들에게 팔기도 한다; 현재 생산량은 자기 용도로 600 MW (800,000 마력)이고 판매용으로 100 MW (130,000 마력)이다. 이 보조 활동은 유틸리티가 10년 계약에 대하여 "공정한 가격"(약US $10/GJ 또는 US $0.036/kWh)을 지불하도록 유도되었으므로 이제 호황을 누릴 것으로 예상된다. 이것은 세계은행이 유사한 프로젝트에 투자할 때 참고 가격을 고려한 것의 약 절반에 해당한다 (아래 참조). 에너지는 특히 수력 발전 댐이 낮아지는 건기에 주로 생산되기 때문에 전력 회사에게 가치가 있다. 사탕수수 찌꺼기의 잠재 발전량은 기술에 따라 1,000~9,000MW (1,300,000~1,121,000 마력)이다. 더 높은 추정치는 바이오 매스의 가스화, 현재 저압 증기 보일러 및 터빈을 고압 증기 보일러 및 터빈으로 대체하고, 현재 들판에 남아있는 수확 쓰레기의 사용을 가정한다. 비교를 위해 브라질의 AngraⅠ 원자력 발전소는 657MW (881,000 마력)를 생산한다.
현재 사탕수수 1톤의 잔여물에서 약 288MJ의 전기를 추출하는 것이 경제적으로 실용적이며 그 중 약 180MJ이 식물 자체에서 사용된다. 따라서 연간 100만 톤(98만 이상 110만 톤 이하)의 사탕수수를 처리할 수 있는 중형 증류소는 약 5MW (6,700 마력)의 잉여 전기를 팔 수 있다. 현재의 가격으로 설탕과 에탄올 판매에서 약 1800만 달러, 잉여 전기 판매에서 약 100만 달러를 벌어들일 것이다. 고급 보일러와 터빈 기술을 사용하면 전기 생산량이 사탕수수 1톤당 648MJ로 증가할 수 있지만 현재의 전기 가격은 필요한 투자를 정당화하지 못한다.(한 보고서에 따르면 세계 은행은 가격이 적어도 US $19/GJ 또는 US $0.068/kWh인 경우에만 사탕수수 찌꺼기 발전에 대한 투자에 자금을 제공할 것이라고 한다.)
사탕수수 찌꺼기 연소는 기름과 석탄과 같은 다른 연료와 비교하여 환경 친화적이다. 그 회분함량은 2.5% (석탄의 30~50%)뿐이고 황 함량은 매우 적다. 비교적으로 낮은 온도에서 연소하기 때문에 그것은 아산화질소를 거의 생성하지 않는다. 또한 사탕수수 찌꺼기는 감귤 농축액, 식물성 기름, 도자기와 타이어 재활용과 같은 다양한 산업에서 연료(중유 대신)로 사용되기 위해 판매된다. 상파울로 주는 단독으로 2백만 톤(197만 톤 이상 220만 톤 이하)의 연료를 사용하여 연료 수입액을 약 3500만 달러를 절약했다. 셀룰로스 에탄올을 연구하는 연구자들은 사탕수수 찌꺼기와 다른 식물에서 산업 규모로 실행가능하도록 에탄올을 추출하기 위해 노력하고 있다.

## 미생물을 이용한 전기 발전
바이오 또 다른 형태는 미생물연료전지로부터 획득될 수 있는데, 미생물연료전지는 폐수나 흙에 저장된 화학 에너지가 미생물의 신진대사 과정을 통해 직접적으로 전기에너지로 전환되는 장치이다. 이 기술의 전력 발전 수용성은 지금까지 경제적이지 않았지만, 이 기술은 화학 처리 과정과 학생 교육을 위한 더 좋은 활용법을 찾았다.

## 환경에 미치는 영향
숲 바이오에너지(forest bioenergy)의 몇몇 형태는 최근에 "Greenpeace"나 "Natural Resources Defense Council"을 포함한 수많은 환경단체로부터 그 에너지의 숲과 기후에 미칠 수 있는 해로운 영향에 대해 비난받아왔다. "Greenpeace"는 최근에 "Fuelling a BioMass“라는 그들의 숲 바이오에너지에 대한 걱정을 서술하는 제목의 기사를 냈다. 나무의 어떠한 부분도 탈 수 있기 때문에, 에너지 생산을 위해 나무를 베는 것은 보통 나무수확보다 더 많은 영양소와 흙 표면을 제거하는 나무전체를 수확하는 것을 장려한고 숲의 장기적 건강에 해로울 수 있다. 몇몇 관할구역에서는 숲 바이오매스는 점진적으로 이전부터 숲에 있던 서있는 나무, 자연적으로 훼손된 숲과 전통적인 벌목작업의 잔재를 포함한 숲 생태계가 기능하는데 필수적인 요소로 구성되어가고 있다. 환경단체는 또한 바이오매스를 태우는 것으로부터 배출된 탄소가 다시 자라나는 나무로 돌아갈 때까지 수십 년이 걸릴 수 있고 생산성이 낮은 지역에서는 더 오래 걸릴 수도 있으며 더욱이, 벌목작업은 숲의 땅을 훼손할 수 있고 그 땅에 저장된 탄소를 배출시킬 수도 있다는 것을 알아낸 최근 과학연구를 인용한다. 기후변화의 효과를 완화하기 위해 그린하우스의 단기간 가스 배출을 줄일 필요가 있다는 압박에 비추어, 많은 환경단체들은 대규모의 숲 바이오매스를 에너지 생산에 사용하는 것에 반대하고 있다.
새로운 과학자는 왜 언론이 바이오에너지가 해로울 수 있다고 믿어야하는지 그 이유를 설명하는 2016년 9월 기사에 시나리오를 묘사했다. 여러분이 정원에 있는 50년산 오크나무를 벌목하고 석탄대신 그 나무를 너의 집을 따뜻하게 하는데 쓴다고 가정하자. 같은 양의 열량을 내려면 나무는 석탄보다 더 많은 이산화탄소를 배출하고 흙에 남은 뿌리는 썩을 때 더 많은 이산화탄소를 배출한다. 만약 당신이 또 다른 나무를 심는다면 그 나무는 그 이산화탄소를 대략 50년에 걸쳐 흡수할 것이다. 그러나 만약 당신이 기존의 나무를 제자리에 그냥 둔다면 그 나무는 석탄으로부터 이산화탄소를 더 많이 흡수할 것이다. 그건 벌목이 어떠한 혜택을 주기 전까지 수백 년이 걸릴 수도 있다. 그러나 지구온난화를 3°C밑으로 유지하려면 세계는 미래 수십 년간 이산화탄소를 줄일 필요가 있다. 언론은 또한 공적으로 주장된 대체에너지를 사용한 탄소감축이 과장되었다고 결론지었다. 예를 들어 EU에서는 바이오매스(대부분 나무)로부터 대체에너지의 64% 이상을 얻었다. 하지만 미국과 EU 계산법은 타는 바이오매스로부터의 탄소 방출을 계산에 넣지 않았다.

## 같이 보기
- 바이오 숯